# Caloptilia melanocarpae
Caloptilia melanocarpae là một loài bướm đêm thuộc họ Gracillariidae. Nó được tìm thấy ở Québec và Hoa Kỳ (Utah và California).
Ấu trùng ăn Prunus melanocarpa và Prunus virginiana. Chúng ăn lá nơi chúng làm tổ.